# V588 Андромеды
V588 Андромеды (лат. V588 Andromedae) — одиночная переменная звезда в созвездии Андромеды на расстоянии (вычисленном из значения параллакса) приблизительно 6019 световых лет (около 1845 парсеков) от Солнца. Видимая звёздная величина звезды — от +12,22m до +9,44m.

## Характеристики
V588 Андромеды — красная пульсирующая переменная звезда, мирида (M) спектрального класса M4 или M. Эффективная температура — около 3282 K.